# عباس القيسي
عباس القيسي (1924-)، وزير وقانوني مغربي. شغل منصب وزير العدل من 25 أبريل 1974 حتى 10 أكتوبر 1977، وأمين عام الحكومة المغربية من عام 1977 إلى 1983. حصل على دبلوم من جامعة القرويين وإجازة في القانون والآداب.

## المناصب
- محافظ على الأملاك العقارية بفاس.
- مدير الشؤون القانونية بوزارة الفلاحة والإصلاح الزراعي.
- أمين عام مساعد للحكومة (1966).
- كاتب الدولة مساعد في الشؤون الإدارية (1966).
- مدير مصلحة التشريع (1971).
- كاتب الدولة مساعد في وزارة الداخلية (1972).
- وزير الشؤون الإدارية وأمين عام للحكومة ومدير الديوان الملكي ووزير العدل (1994).
- أمين عام الحكومة المغربية (1977-1983).
- وزير مكلف بالعلاقات مع البرلمان (1984).
- أمين عام الحكومة المغربية (1985-1994).
- رئيس المجلس الدستوري (1994-1999).